# Finocchiona
La finocchiona è un insaccato tipico toscano preparato con carne di maiale macinata, aromatizzata con semi di finocchio e bagnata con vino rosso. Dall'aprile 2015 è riconosciuta come prodotto IGP.

## Storia
La sua origine risale probabilmente ad un periodo tardo medievale o rinascimentale: si narra che Niccolò Machiavelli fosse anche un buongustaio ed alcuni passi di lettere testimoniano suo grande interesse per la finocchiona. Inizialmente presente e diffusa particolarmente nella zona di Firenze (la paternità è rivendicata sia da Campi Bisenzio sia da Greve in Chianti) viene confezionata in forme più grandi di quelle di un salame classico.
Agli inizi del 2023, curiosamente, uno spot pubblicitario della "Finocchiona" è stato oggetto di censura su Facebook, il cui algoritmo ha classificato il nome come "offensivo" per una categoria di persone.

## Preparazione
Secondo le indicazioni presenti nel disciplinare possono essere usate le seguenti parti: spalla disossata e sgrassata, rifilature di prosciutto, traculo, gole senza ghiandole, magro di pancetta e di gola, carne di coppa, pancetta e pancettone. La tipicità del salume deriva dalla presenza di semi e fiori di finocchio nell'impasto, abitudine introdotta dai toscani per rimpiazzare il più costoso pepe. L'uso del finocchio per insaporire le carni dei suini pesanti italiani è l'unico tratto distintivo e caratterizzante di questo salume, la cui produzione avviene ormai in tutte le principali regioni italiane dedite alla salumeria. Tuttavia nel disciplinare si stabilisce che il solo prodotto preparato e confezionato nella Toscana continentale è da considerarsi IGP.
Esiste anche una variante, preparata con un impasto più grossolano, che subisce una stagionatura breve. Il prodotto deve essere tagliato in fette più spesse rispetto al salume più asciutto, perché tende a sgranarsi; da questa caratteristica deriva il nome di sbriciolona.
La finocchiona viene prodotta con pezzatura che può variare da un minimo di 0,5 Kg fino ad un massimo di 25 Kg. di peso all'insacco.